# Blythe Duff
Blythe Duff (East Kilbride, South Lanarkshire, 25 november 1962) is een Schotse actrice, vooral bekend door haar rol als Jackie Reid in de Schotse ITV politieserie Taggart. 
Duffs carrière begon in het Schotse Youth and Communication Theater in Glasgow. 
Ze werkte in dat theater zeven jaar en in 1989 trad zij als Shirley Kaplan op in het Coliseum Theatre in Londen met de Engels Nationale Opera. 
Zij was werkzaam voor de Schotse Opera toen ze gevraagd werd voor de rol van Jackie Reid in de zesde reeks van Taggart in 1990, een rol die ze tot het einde van de serie, in 2010, volhield. In serie acht in 1993 werd zij gepromoveerd tot Detective Sergeant. Zij was de langstzittende actrice van de spelersploeg nadat James MacPherson Taggart verliet in 2001. 
In oktober 2008 bezocht ze de MIPCOM televisiefestival in Cannes, Frankrijk, samen met haar drie medespelers, John Michie, Alex Norton en Colin McCredie om de 25ste verjaardag van Taggart te vieren.
In 1995 speelde ze Rhona Klei in Swing Hammer Swing in het Citizens Theater in Glasgow. 
In februari 2006 verscheen ze in een grotere Easterhouse Arts Company-productie van Home met het Nationaal Theater van Schotland in Cranhill, Glasgow. 
Duff is getrouwd met voormalig politieagent Tom Forrest en stiefmoeder van zijn twee dochters. Ze leerde Forrest, een weduwnaar, kennen toen ze haar zusters huis kocht in Zuid-Glasgow in 1997. Ze trouwden op 22 maart 1998. Hij verliet de politie en begon een bedrijf in onroerend goed.

## Filmografie
Televisie
- Taggart (1990–heden) - Jackie Reid
- Win, Lose or Draw [zij zelf] (2004)
- There's Been a Murder: A Celebration of Taggart (zij zelf) (2006)

Radio
- Just a Minute (1998-2008)
- Lady Macbeth of Mtsensk - Katrina BBC Radio 3 2008
- Morning Story - Iphiginia BBC Radio Scotland 2008
- Blending In - Irene (BBC Radio 3) 2008
- Sheila - titelrol (BBC Radio Scotland) 2008

Theater
- Street Scene (1989) - Shirley Kaplan
- Swing Hammer Swing - Rhona Clay (1995)
- Mum's the Word (2002)
- Intolerance (?)
- King of the Fields (?)
- Sharp Shorts (?)
- Glasgow (?)
- Be Near Me (2009) - Mrs Poole
- Three Sisters - Masha (Tron Theatre) 2008
- To - played landlady (Cumbernauld Theatre) 2008
- Tally's Blood - Lucia (Traverse Theatre) 2008
- Still Life - Lucille 2008
- Sheila - Sheila (Traverse) 2008
- Checking Out - Pauline (Cumbernauld Theatre) 2008
- Beauty and the Beast - Hazel (Royal Lyceum Theatre) 2008
- Shakers - Mel (Cumbernauld Theatre) 2008
- Across The Barricades - Sadie 2008
- Beggar's Opera - Lucy Lockett (Lyceum Theatre) 2008
- The Lucky Ones - Debbie 2008

- Bibliothèque nationale de France: cb139425046 (data)
- MusicBrainz: 6e7a20d3-8f72-44d4-8f7e-e7808591fb60
- Virtual International Authority File: 34648096